# 의성초등학교
의성초등학교는 대한민국 경상북도 의성군 의성읍 후죽리 소재에 위치한 공립 초등학교이다.

## 학교 연혁
- 1906년 11월 1일 사립문소학교 설립
- 1908년 4월 10일 의성공립보통학교 개편 개교
- 1938년 4월 1일 의성중부공립심상소학교 개편
- 1941년 4월 1일 의성중부공립국민학교 개편
- 1958년 11월 28일 의성국민학교 개편
- 1995년 3월 1일 석탑국민학교·문흥국민학교 폐교 및 본교 통폐합
- 1996년 3월 1일 의성초등학교로 교명 변경
- 2011년 3월 1일 사곡초등학교 폐교 및 본교 통폐합
- 2013년 3월 1일 춘산초등학교 효선분교장 폐교 및 본교 통폐합
- 2019년 2월 7일 제109회 졸업(총 17,659명)
- 2020년 3월 1일 권휘 교장 부임